# NGC 584
NGC 584 هي مجرة إهليلجية تقع في كوكبة قيطس (كوكبة). تم اكتشافها في 10 سبتمبر 1785 من قبل عالم الفلك الألماني البريطاني ويليام هيرشيل.
تبعد حوالي 60 مليون سنة ضوئية. ينتمي NGC 584 إلى المجرة NGC 584 التي تضم أيضا المجرات NGC 596 و NGC 600 و NGC 615 و NGC 636.

## وصلات خارجية
- NGC 584 على موقع ويكي سكاي: DSS2, SDSS, GALEX, IRAS, Hydrogen α, X-Ray, Astrophoto, Sky Map, Articles and images